# Psammisia urichiana
Psammisia urichiana är en ljungväxtart som först beskrevs av Nathaniel Lord Britton, och fick sitt nu gällande namn av A.C. Smith. Psammisia urichiana ingår i släktet Psammisia och familjen ljungväxter. Inga underarter finns listade i Catalogue of Life.